# Canton de la Vallée de l'Isle
Le canton de la Vallée de l'Isle est une circonscription électorale française, située dans le département de la Dordogne, en région Nouvelle-Aquitaine.

## Histoire
Le canton de la Vallée de l'Isle est une création issue de la réforme de 2014 définie par le décret du 21 février 2014. Il entre en vigueur à l'occasion des élections départementales de mars 2015.

## Géographie
Ce canton est organisé autour de Neuvic et Mussidan dans l'arrondissement de Périgueux, tout en y associant une commune de l'arrondissement de Bergerac. Son altitude varie de 31 m (Saint-Laurent-des-Hommes) à 232 m (Saint-Aquilin).

## Représentation
| Période élective | Période élective | Mandat | Mandat   | Identité          | Nuance | Nuance | Qualité                                                                             |
| ---------------- | ---------------- | ------ | -------- | ----------------- | ------ | ------ | ----------------------------------------------------------------------------------- |
| 2015             | 2021             | 2015   | 2021     | Carline Cappelle  |        | PS     | Ancien cadre Adjointe au maire de Sourzac                                           |
| 2015             | 2021             | 2015   | 2021     | Jean-Michel Magne |        | PS     | Chef d'entreprise Maire de Chantérac (depuis 2001)                                  |
| 2021             | 2028             | 2021   | en cours | Carline Cappelle  |        | PS     | Adjointe au maire de Sourzac                                                        |
| 2021             | 2028             | 2021   | en cours | Jean-Michel Magne |        | PS     | Maire de Chantérac (depuis 2001), 13e vice-président chargé des routes et mobilités |

### Résultats détaillés

#### Élections de mars 2015
À l'issue du premier tour des élections départementales de 2015, trois binômes sont en ballottage : Paulette Sicre Doyotte et Stéphane Triquart (Union de la droite, 29,72 %), Carline Cappelle et Jean-Michel Magne (PS, 25,80 %) et Laurent Lauriou et Elisa Saëz (FN, 21,68 %). Le taux de participation est de 63,83 % (8 171 votants sur 12 802 inscrits) contre 60,04 % au niveau départemental et 50,17 % au niveau national.
Au second tour, Carline Cappelle et Jean-Michel Magne (PS) sont élus avec 40,17 % des suffrages exprimés et un taux de participation de 66,31 % (3 219 voix pour 8 488 votants et 12 800 inscrits).

#### Élections de juin 2021
Le premier tour des élections départementales de 2021 est marqué par un très faible taux de participation (33,26 % au niveau national). Dans le canton de la Vallée de l'Isle, ce taux de participation est de 42,67 % (5 540 votants sur 12 984 inscrits) contre 40,86 % au niveau départemental. À l'issue de ce premier tour, deux binômes sont en ballottage : Carline Cappelle et Jean-Michel Magne (PS, 41,84 %) et Bertrand Mathieu et Paulette Sicre Doyotte (Union à droite, 31,07 %).
Le second tour des élections est marqué une nouvelle fois par une abstention massive équivalente au premier tour. Les taux de participation sont de 34,3 % au niveau national, 41,41 % dans le département et 44,11 % dans le canton de la Vallée de l'Isle. Carline Cappelle et Jean-Michel Magne (PS) sont élus avec 58,38 % des suffrages exprimés (3 063 voix pour 5 713 votants et 12 951 inscrits),,.

## Composition
Le canton de la Vallée de l'Isle se compose de vingt-et-une communes. Par rapport aux anciens cantons, il associe vingt communes de l'arrondissement de Périgueux (les onze communes du canton de Mussidan plus neuf communes du canton de Neuvic), et une commune (Les Lèches) de l'arrondissement de Bergerac (du canton de la Force). Le bureau centralisateur est celui de Neuvic.
| Nom                            | Code Insee | Intercommunalité                    | Superficie (km2) | Population (dernière pop. légale) | Densité (hab./km2) | Modifier                                    |
| ------------------------------ | ---------- | ----------------------------------- | ---------------- | --------------------------------- | ------------------ | ------------------------------------------- |
| Neuvic (bureau centralisateur) | 24309      | CC Isle, Vern, Salembre en Périgord | 25,82            | 3 663 (2022)                      | 142                | modifier les données · modifier les données |
| Beaupouyet                     | 24029      | CC Isle et Crempse en Périgord      | 22,63            | 558 (2022)                        | 25                 | modifier les données · modifier les données |
| Beauronne                      | 24032      | CC Isle, Vern, Salembre en Périgord | 19,24            | 372 (2022)                        | 19                 | modifier les données · modifier les données |
| Bourgnac                       | 24059      | CC Isle et Crempse en Périgord      | 9,06             | 352 (2022)                        | 39                 | modifier les données · modifier les données |
| Chantérac                      | 24104      | CC Isle, Vern, Salembre en Périgord | 18,94            | 647 (2022)                        | 34                 | modifier les données · modifier les données |
| Douzillac                      | 24157      | CC Isle, Vern, Salembre en Périgord | 17,17            | 846 (2022)                        | 49                 | modifier les données · modifier les données |
| Les Lèches                     | 24234      | CC Isle et Crempse en Périgord      | 21,58            | 383 (2022)                        | 18                 | modifier les données · modifier les données |
| Mussidan                       | 24299      | CC Isle et Crempse en Périgord      | 3,85             | 2 778 (2022)                      | 722                | modifier les données · modifier les données |
| Saint-Aquilin                  | 24371      | CC Isle, Vern, Salembre en Périgord | 22,35            | 463 (2022)                        | 21                 | modifier les données · modifier les données |
| Saint-Étienne-de-Puycorbier    | 24399      | CC Isle et Crempse en Périgord      | 13,54            | 109 (2022)                        | 8,1                | modifier les données · modifier les données |
| Saint-Front-de-Pradoux         | 24409      | CC Isle et Crempse en Périgord      | 9,01             | 1 157 (2022)                      | 128                | modifier les données · modifier les données |
| Saint-Germain-du-Salembre      | 24418      | CC Isle, Vern, Salembre en Périgord | 19,55            | 906 (2022)                        | 46                 | modifier les données · modifier les données |
| Saint-Jean-d'Ataux             | 24424      | CC Isle, Vern, Salembre en Périgord | 12,11            | 132 (2022)                        | 11                 | modifier les données · modifier les données |
| Saint-Laurent-des-Hommes       | 24436      | CC Isle et Crempse en Périgord      | 31,94            | 1 022 (2022)                      | 32                 | modifier les données · modifier les données |
| Saint-Louis-en-l'Isle          | 24444      | CC Isle et Crempse en Périgord      | 2,82             | 311 (2022)                        | 110                | modifier les données · modifier les données |
| Saint-Martin-l'Astier          | 24457      | CC Isle et Crempse en Périgord      | 9,40             | 140 (2022)                        | 15                 | modifier les données · modifier les données |
| Saint-Médard-de-Mussidan       | 24462      | CC Isle et Crempse en Périgord      | 24,45            | 1 619 (2022)                      | 66                 | modifier les données · modifier les données |
| Saint-Michel-de-Double         | 24465      | CC Isle et Crempse en Périgord      | 29,48            | 228 (2022)                        | 7,7                | modifier les données · modifier les données |
| Saint-Séverin-d'Estissac       | 24502      | CC Isle, Vern, Salembre en Périgord | 5,31             | 91 (2022)                         | 17                 | modifier les données · modifier les données |
| Sourzac                        | 24543      | CC Isle, Vern, Salembre en Périgord | 23,37            | 1 127 (2022)                      | 48                 | modifier les données · modifier les données |
| Vallereuil                     | 24562      | CC Isle, Vern, Salembre en Périgord | 9,27             | 261 (2022)                        | 28                 | modifier les données · modifier les données |
| Canton de la Vallée de l'Isle  | 2424       |                                     | 350,89           | 17 165 (2022)                     | 49                 | modifier les données                        |

## Démographie
En 2022, le canton comptait 17 165 habitants, en évolution de +0,82 % par rapport à 2016 (Dordogne : +0,37 %, France hors Mayotte : +2,11 %).
| 2013   | 2018   | 2022   |
| ------ | ------ | ------ |
| 17 105 | 17 058 | 17 165 |